# Abadia Territorial de Nossa Senhora do Monserrate do Rio de Janeiro
A Abadia Territorial de Nossa Senhora do Monserrate do Rio de Janeiro (em latim: Abbatia Territorialis B. M. Virginis de Monteserrato Fluminis Ianuarii) é uma sé suprimida da Igreja Católica Romana no Brasil.

## Território
A abadia territorial estava localizada no Rio de Janeiro. No primeiro período de sua existência abrangia o território da atual diocese de Roraima.

## História
A abadia territorial foi erigida em 15 de agosto de 1907 com o decreto E Brasilianae Reipublicae da Sagrada Congregação Consistorial, confirmado pelo breve Ad summum do Papa Pio X em 10 de dezembro do ano seguinte, quando o território de Rio Branco que pertencia à diocese do Amazonas (hoje arquidiocese de Manaus) foi confiado à abadia de Nossa Senhora do Monserrate do Rio de Janeiro, até então submetida à arquidiocese do Rio de Janeiro.
Em 21 de abril de 1934, a abadia territorial foi extinta e as missões amazônicas que estavam sob sua jurisdição foram erigidas na administração apostólica de Rio Branco (hoje diocese de Roraima).
Em 19 de maio de 1948, a abadia territorial foi restabelecida, mas com jurisdição limitada somente à abadia, em virtude da bula Decessor Noster do Papa Pio XII.
A abadia territorial foi suprimida em 6 de maio de 2003 pelo decreto Iuxta normas da Congregação para os Bispos e seu território foi incorporado à Arquidiocese do Rio de Janeiro.

## Abades
- Geraldo Van Caloen, OSB (13 de dezembro de 1907 – 18 de maio de 1915) -  Dispensado;[4][9]
- Pedro Eggerath, OSB † (14 de outubro de 1915 - julho de 1929) -  Dispensado;[10]
  - Vacante (1929-1934);
  - Sé abolida (1934-1948).[1][2]
- Martinho Michler, OSB (19 de maio de 1948 - 1969) - Falecido;[11]
- Inácio Barbosa Accioly, OSB (30 de outubro de 1969 - 1992) - Falecido;[12]
- José Palmeiro Mendes, OSB (21 de outubro de 1992 - 6 de maio de 2003).[13]